# Hecatera serena
Hecatera serena är en fjärilsart som beskrevs av Ignaz Schiffermüller 1776. Hecatera serena ingår i släktet Hecatera och familjen nattflyn. Inga underarter finns listade i Catalogue of Life.